# Seidenspinnen (Familie)
Die Seidenspinnen (Nephilinae) sind eine pantropisch verbreitete Unterfamilie der Echten Radnetzspinnen und umfassen sieben Gattungen.

## Merkmale
Vertreter der Seidenspinnen sind mit drei bis 40 Millimetern Körperlänge mittelgroße bis große Spinnen. Dabei ist das Männchen meist erheblich kleiner als das Weibchen. Sie besitzen acht Augen, die in zwei Reihen mit jeweils vier Augen angeordnet sind. Die Arten der Gattung Nephila haben in ihren Augen eine zusätzliche lichtreflektierende Schicht in den Sekundäraugen, die Tapetum genannt wird, wodurch die Augen blass erscheinen.
In der Einkerbung ihrer stark ausgebildeten Cheliceren befinden sich zwei Reihen Zähne mit einigen kleinere Zähnen dazwischen. Die seitliche Condyle ist leicht geriffelt. Das Labium ist breiter als lang. Die basalen Segmente der Pedipalpen, die sogenannten Maxillen, verbreitern sich in Richtung Vorderseite.
Die männlichen Pedipalpen sind einfach gebaut. Das Paracymbium, ein Anhang des dorsalen Teiles des Tarsus, ist flach und rechteckig. Sowohl das Subtegulum (ein Skerit des Bulbus) als auch das kugelförmige Tegulum (der den Samenleiter beherbergende Teil des Bulbus) sind stark ausgeprägt. Daran über eine Membran angeschlossen ist der gestreckte Embolus samt einem stark ausgeprägten Samengang.
Der Bau des Carapax variiert zwischen den Gattungen. So ist der Carapax bei den Gattungen Nephila und Nephilengys breit und im Bereich des Kopfes erhöht. Bei Clitaetra und Herennia hingegen ist er birnenförmig (piriform) und flach. Bei den drei erstgenannten Gattungen ist das Sternum kürzer als breit. Kleinere Buckel auf dem Sternum finden sich bei allen vier Gattungen. An den Tarsi der meist mit etlichen Borsten überzogenen Beine finden sich drei Klauen. Auf den Tarsi des vierten Beinpaares sind oft auch Sustentacula (spezialisierte, am Ende hakenförmige Haare oder Setae) vorhanden. Auf den Unterschenkeln (Tibia) sind Trichobothria angeordnet.
Noch stärker als beim Carapax sind die Variationen bei der Form des Hinterleibes (des Opisthosoma oder Abdomens). Es kann zylindrisch, kegelförmig, rund, aber auch gestreckt, flach und gelappt sein. Bei den Männchen ist es aber stets mit einer sklerotisierten Platte (Scutum) versehen.
Zur Atmung besitzen die Vertreter der Seidenspinnen zwei Buchlungen sowie ein Tracheensystem mit einer Öffnung in der Nähe der Spinndrüsen.

## Lebensweise
Seidenspinnen können sich in einer Vielzahl von Habitaten zurechtfinden und sind für ihre zum Teil sehr großen, mit einer Hilfsspirale versehenen Radnetze bekannt.

## Systematik
Die Seidenspinnen wurden traditionell meist als eigene Familie eingestuft. Die Gruppe erwies sich sowohl nach morphologischen wie nach genetischen Daten als wahrscheinlich monophyletisch. und als Schwestergruppe der Araneidae i. e. S. (wobei einige der traditionellen Gattungen aufgespalten werden mussten). Dennoch wird in den neueren Bearbeitungen bevorzugt, sie als Unterfamilie der Araneidae aufzufassen. In einer aktuellen Arbeit schlagen Matjaž Kuntner und Kollegen allerdings vor, sie wieder zur eigenen Familie hochzustufen.
Der World Spider Catalog listet für die Seidenspinnen aktuell 7 Gattungen mit 42 Arten
- Clitaetra Simon, 1889
- Herennia Thorell, 1877
- Indoetra Kuntner et al., 2019
- Nephila Leach, 1815
  - Nephila pilipes (Fabricius, 1793)
- Nephilingis Kuntner et al., 2013
- Nephilengys L. Koch, 1872
- Trichonephila Kuntner et al., 2019
  - Trichonephila clavata L. Koch, 1878 (syn.Nephila clavata)
  - Trichonephila clavipes (Linnaeus, 1767) (syn. Nephila clavipes)
  - Trichonephila komaci Kuntner & Coddington, 2009 (syn. Nephila komaci)